# Seal the Deal
Seal the Deal é o segundo álbum da banda de hard rock The Last Vegas, lançado em 10 de abril de 2006. É o último álbum com a gravadora Get Hip Records e também com o baixista Anthony Rubino.
A sétima faixa do álbum, "Raw Dog", foi inserida no jogo Guitar Hero II como uma das faixas bônus.

## Faixas
| N.º            | Título               | Duração |  |
| 1.             | "All the Way"        | 3:21    |  |
| 2.             | "Goddamn Fantastic"  | 3:32    |  |
| 3.             | "Seal the Deal"      | 3:10    |  |
| 4.             | "Ain't a Good Man"   | 2:54    |  |
| 5.             | "Better Off Dead"    | 3:52    |  |
| 6.             | "We'll Drink Three"  | 3:57    |  |
| 7.             | "Raw Dog"            | 3:31    |  |
| 8.             | "Grave Situation"    | 3:23    |  |
| 9.             | "Breaking Away"      | 3:51    |  |
| 10.            | "King The Red Light" | 7:54    |  |
| Duração total: | Duração total:       | 39:29   |  |

## Integrantes
- Chad Cherry - Vocal
- Adam Arling - Guitarra
- Johnny Wator – Guitarra
- Anthony Rubino – Baixo
- Nate Arling - Bateria